# Education City

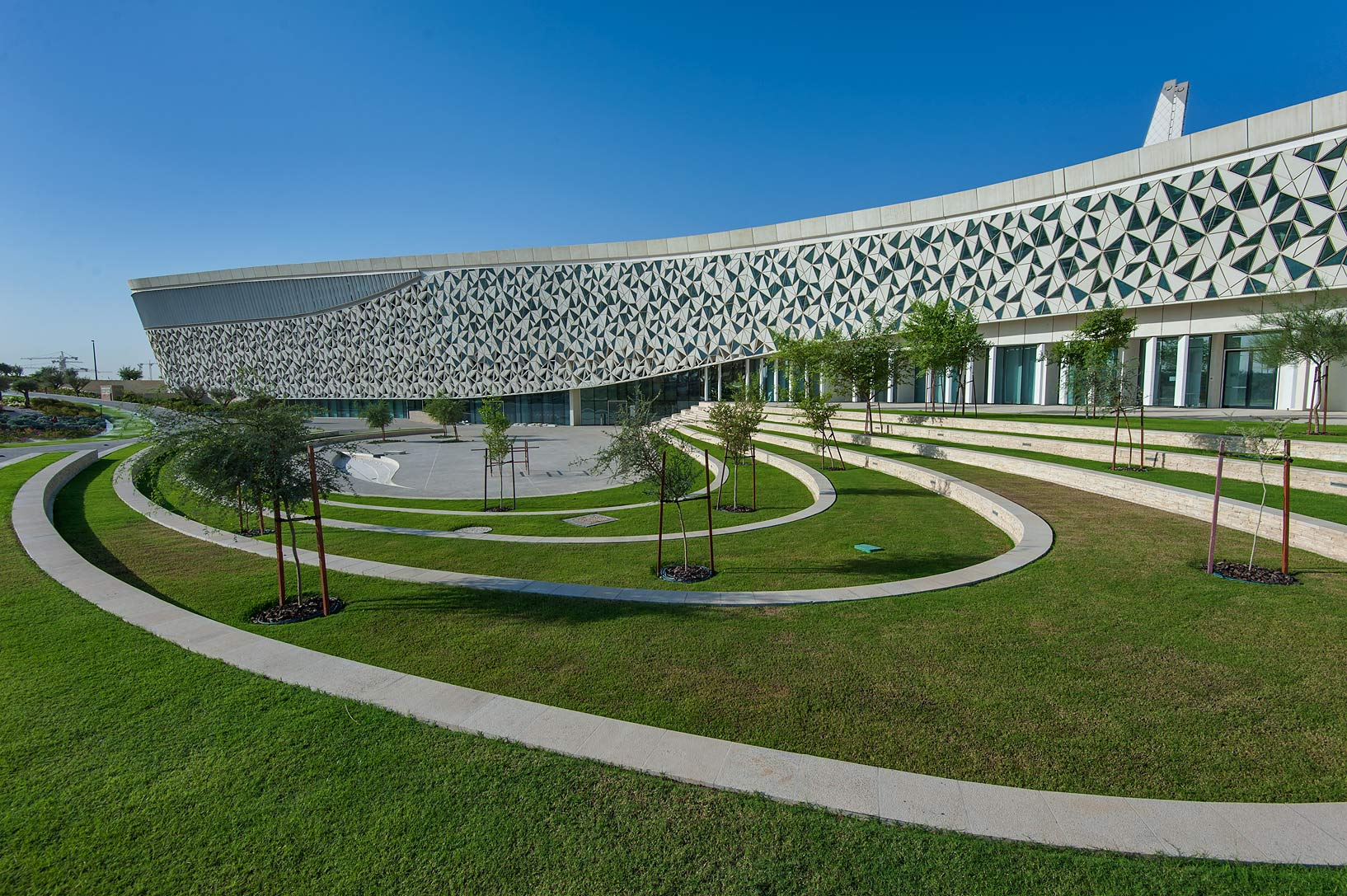
Veduta esterna della moschea dell'Education City di Doha

L'Education City (in arabo  المدينة التعليمية, al-Madīna at-Taʿlīmiyya) – in italiano Città dell'Educazione – è un complesso universitario qatariota di Doha, costruito con i fondi della Qatar Foundation e sede di varie sezioni di atenei statunitensi, inglesi e francesi nonché di istituti di istruzione e di ricerca locali.
Copre una superficie di 10 chilometri quadrati. I primi edifici sorsero sul sito dell'attuale Education City nel 2003. La progettazione è stata affidata in parte all'architetto giapponese Arata Isozaki.

## Istituti
Nel complesso hanno sede i campus delle seguenti università statunitensi:
- Virginia Commonwealth University (fondata nel 1999), arte e comunicazione
- Università Cornell (fondata nel 2001), medicina
- Texas A&M University (fondata nel 2003), ingegneria
- Università Carnegie Mellon (fondata nel 2004), economia e informatica
- Università di Georgetown (fondata nel 2005), scuola di relazioni internazionali
- Northwestern University (fondata nel 2008), giornalismo e comunicazione

Nel complesso hanno sede i campus delle seguenti università inglesi:
- University College di Londra (fondato nel 2012), tutela del patrimonio, museografia e arti islamiche

Nel complesso hanno sede i campus delle seguenti università francesi:
- HEC Paris (fondata nel 2011), scuola di alti studi commerciali parigina, che eroga Master in Business Administration

Enti e istituzioni locali aventi sede nel complesso sono:
- Programma delle scienze e delle tecnologie del Qatar
- Programma accademico per la preparazione pre-universitaria
- Accademia del Qatar, scuola per il baccellierato internazionale
- Associazione qatariota per la ricerca sul diabete
- Centro di sviluppo sociale

Il complesso comprende anche centri congressi, una moschea, l'Education City Stadium e ospedali all'avanguardia.